# Beerbongs & Bentleys
Beerbongs & Bentleys (stylizowany zapis beerbongs & bentleys) – drugi album studyjny amerykańskiego piosenkarza Posta Malone’a wydany nakładem wytwórni Republic Records 27 kwietnia 2018 r.
Na albumie wystąpili: Swae Lee, 21 Savage, Ty Dolla Sign, Nicki Minaj, G-Eazy i YG. Za produkcję są odpowiedzialni głównie Louis Bell i Frank Dukes, a także London on da Track, Andrew Watt, Tank God, Twice as Nice, Teddy Walton, Scott Storch i PartyNextDoor. Na albumie znajduje się pięć singli: "Candy Paint", "Ball for Me", "Better Now", z "Rockstar" i "Psycho", które osiągnęły pierwsze miejsce na liście Billboard Hot 100.

## Wydanie i promocja
W Stanach Zjednoczonych, w dniu premiery, Beerbongs & Bentleys pobił rekord odsłuchań na Spotify. Album uzyskał 47,9 miliona odsłuchań w USA i 78 744 000 miliona odsłuchań na całym świecie w serwisie muzycznym w ciągu 24 godzin. Album zadebiutował na pierwszym miejscu na amerykańskiej liście Billboard 200, sprzedając się w tym samym tygodniu w 461 000 egzemplarzy. Został pobity największy tygodniowy streaming z 431,3 milionami odsłuchań, pobijając poprzedni rekord wynoszący 384,8 milionów, który należał do albumu Drake’a More Life. W drugim tygodniu Beerbongs & Bentleys sprzedał się w 193 000 egzemplarzach, co dało mu wynik łącznie na 663 000 sprzedanych albumów. Pozostał na szczycie listy przez trzeci tydzień. W następnym tygodniu album uplasował się na drugiej pozycji z 123,000 sprzedanych egzemplarzy, po debiucie albumu Love Yourself: Tear koreańskiego boysbandu BTS.
15 czerwca 2018 r. Beerbongs & Bentleys uzyskał podwójną platynę od RIAA za łączną sprzedaż, odsłuchania w wysokości dwóch milionów sztuk w Stanach Zjednoczonych.
12 maja 2018 r. album pobił rekord w rankingu 20 najpopularniejszych piosenek na liście Billboard Hot 100 z dziewięcioma utworami w pierwszej dwudziestce Hot 100, rozbijając poprzedni rekord, który należał do The Beatles. i J. Cole. The Beatles utrzymali rekord przez 54 lata, nagrywając sześć piosenek w pierwszej dwudziestce na listach z 11 i 18 kwietnia 1964 roku. J. Cole wyrównał rekord 5 maja 2018 roku. Malone pobił także rekord 40 najpopularniejszych piosenek Hot 100, znalazło się tam aż 14 utworów.
W Wielkiej Brytanii Beerbongs & Bentleys zadebiutował na pierwszym miejscu, sprzedając 46 000 egzemplarzy w pierwszym tygodniu, co dało Post Malone trzeci w kolejności tygodniowy czas odsłuchań albumu w Wielkiej Brytanii wszech czasów.
W 2018 roku album zajął trzecie miejsce na liście najpopularniejszych albumów roku Billboard 200.
Według danych z grudnia 2018 r. Beerbongs & Bentleys sprzedał się w ponad 3 046 000 egzemplarzach w Stanach Zjednoczonych.
W Polsce nagrania uzyskały certyfikat dwukrotnie platynowej płyty.

## Odbiór
| Oceny łączne         | Oceny łączne |
| Publikacja           | Ocena        |
| -------------------- | ------------ |
| Album of the Year    | 56/100       |
| AnyDecentMusic?      | 4.8/10       |
| Metacritic           | 51/100       |
| Recenzje             |              |
| Publikacja           | Ocena        |
| AllMusic             | [ 1 ]        |
| Consequence of Sound | C-           |
| Exclaim!             | 8/10         |
| The Guardian         | [ 21 ]       |
| The Line of Best Fit | 6.5/10       |
| The Needle Drop      | 7/10         |
| NME                  | [ 24 ]       |
| Pitchfork            | 5.6/10       |
| Rolling Stone        | [ 26 ]       |
| Spill Magazine       | [ 27 ]       |
| Sputnikmusic         | 2.8/5        |

Beerbongs & Bentleys otrzymał mieszane recenzje od krytyków. W Metacritic, album dostał ocenę 51 na 100 podstawie 10 recenzji.
Alexis Petridis z The Guardian pochwalił produkcję albumu i głos Post Malone’a, ale skrytykował jego teksty: "Przez dłuższy czas Beerbongs & Bentleys jest jak Telethon – brak oryginalnych pomysłów, że nie ma praktycznie nic do powiedzenia o sobie, i wszystko zostało powiedziane wiele razy wcześniej, kiedy Post miał większe umiejętności i więcej dowcipów". Larry Bartleet z NME opisał album jako "obecnie modny trap, ale nie ciekawy ", podsumowując Beerbongs & Bentleys, że "są to bardziej huśtawki nastroju niż album z czymś do przekazania" i, że "18 utworów to playlista przeznaczona tylko do nabijania odsłuchań". Andrew Unterberger z Billboardu skomentował album w ten sposób: "Album jest zbyt ciekawy, a 18 utworów które się na nim znajdują, prowadzą do znudzenia się w jego połowie, ale jest kilka momentów, w których Post potrafi zrobić świetny efekt".
Neil Z. Yeung z AllMusic powiedział: "Beerbongs & Bentleys jest dobrym odzwierciedleniem jego bogatego stylu życia, ale jego próby szczerości działają tylko wtedy, gdy Post Malone przestaje się starać." Evan Rytlewski z Pitchfork napisał, że Beerbongs & Bentleys "pokazuje moc Posta: jego instynkty, jego refreny są tak melodyjne, że bardzo przyjemnie się ich słucha".
Daniela Campos z Exclaim! napisała, że "Album stanowi skupienie się na stylu życia gwiazdy rocka, aby każdy mógł to zobaczyć". Jordan M. ze Sputnikmusic napisał: "Ta chwila oszołamiającego chorego popu z nawiązaniem do rapu nie jest dobra dla tego pokolenia. Post jest zadowolony z robienia zbyt długich albumów, gdzie każda piosenka może być singlem albumu. Nie każda piosenka piosenka na Beerbongs & Bentleys może być singlem, ale jest ich tam wystarczająco dużo, aby uznać go za jeden z najlepszych albumów 2018 roku."

## Lista utworów
Lista opracowana na podstawie źródeł:
| Nr  | Tytuł utworu                           | Tekst                                                                                   | Producent                                                  | Długość |
| --- | -------------------------------------- | --------------------------------------------------------------------------------------- | ---------------------------------------------------------- | ------- |
| 1.  | „Paranoid”                             | Austin Post, Idan Kalai, Louis Bell ,Billy Walsh, Alexander Krashinsky                  | Cashio, Blueysport, Bell                                   | 3:44    |
| 2.  | „Spoil My Night” (gościnnie Swae Lee)  | Post, Khalif Brown, Adam Feeney, Teddy Walton, Bell                                     | Frank Dukes, Walton                                        | 3:14    |
| 3.  | „Rich & Sad”                           | Post, Feeney, Walsh, Bell                                                               | Frank Dukes                                                | 3:23    |
| 4.  | „Zack and Codeine”                     | Post, Scott Storch, Diego Ave, Bell                                                     | Storch, Ave, Leon "RoccStar" Youngblood, Jr., Tariq Bright | 3:23    |
| 5.  | „Takin' Shots”                         | Post, Jahron Brathwaite, Bell, David Hughes, Walsh                                      | Bell,Prep Bijan, PartyNextDoor                             | 3:37    |
| 6.  | „Rockstar” (gościnnie 21 Savage)       | Post, Shayaa Abraham-Joseph, Olufunmibi Awoshiley, Bell, Jo-Vaughn Virginie, Carl Rosen | Tank God, Bell                                             | 3:39    |
| 7.  | „Over Now”                             | Post, Andrew Watt, Bell, Tommy Lee                                                      | Post Malone, Watt, Bell                                    | 4:07    |
| 8.  | „Psycho” (gościnnie Ty Dolla Sign)     | Post, Tyrone Griffin, Jr., Bell, Rosen                                                  | Malone, Bell                                               | 3:41    |
| 9.  | „Better Now”                           | Post, Bell, Feeney, Walsh                                                               | Frank Dukes, Bell                                          | 3:50    |
| 10. | „Ball for Me” (gościnnie Nicki Minaj)  | Post, Onika Maraj, Bell                                                                 | Bell                                                       | 3:27    |
| 11. | „Otherside”                            | Post, Bell                                                                              | Malone, Bell                                               | 3:48    |
| 12. | „Stay”                                 | Post, Watt, Bell                                                                        | Malone, Watt                                               | 3:28    |
| 13. | „Blame It On Me”                       | Post, Bell                                                                              | Malone, Bell                                               | 4:22    |
| 14. | „Same Bitches” (gościnnie G-Eazy i YG) | Post, Jonathan Whitfield, Gerald Gillum, Keenon Jackson, Bell, Walsh, Kalai, Rod Argent | Swish, Cashio                                              | 3:31    |
| 15. | „Jonestown”                            | Post,Bell, Te Whiti Warbrick, Nick Audino, Lewis Hughes                                 | Malone, Bell, Twice as Nice                                | 1:51    |
| 16. | „92 Explorer”                          | Post, London Holmes, Bell, Aubrey Robinson, Kendall Roark Bailey, Jaison Harris         | London on da Track, Robinson, Roark Bailey                 | 3:32    |
| 17. | „Candy Paint”                          | Post, Bell, Rosen                                                                       | Malone, Bell                                               | 3:49    |
| 18. | „Sugar Waith”                          | Post, Bell                                                                              | Malone, Bell                                               | 3:47    |
|     |                                        |                                                                                         |                                                            | 1:04:13 |

### Sample
- "Same Bithches" zawiera interpolacje z utworu "Time of The Season", autorstwa The Zombies
- "92 Explorer" zawiera interpolacje z utworu "Money Counter", autorstwa Jaisona Harriosna

### Inne informacje
1. ↑  Blueysport
jest współproducentem utworu.
2. ↑  Bell
jest dodatkowym producentem utworu.
3. ↑  Ave
jest współproducentem utworu.
4. ↑  Leon "RoccStar Youngblood jest współproducentem utworu.
5. ↑  Tarig Bright
jest dodatkowym producentem utworu.
6. ↑  "Takin Shots" zawiera wokale PartyNextDoor.
7. ↑  PartyNextDoor
jest współproducentem utworu.
8. ↑  Zapis "Rockstar" jest stylizowany na "rockstar".
9. ↑  Jo-Vaughn Virginie
jest niewymienionym współtwórcą tekstu utworu.
10. ↑  Carl Rosen
jest niewymienionym współtwórcą tekstu utworu.
11. ↑  Rosen
jest niewymienionym współtwórcą tekstu utworu.
12. ↑  "Stay" zawiera wokale Andrew Watta.
13. ↑  Cashio
jest dodatkowym producentem utworu.
14. ↑  Twice as Nice
jest dodatkowym producentem utworu.
15. ↑  Rosen
jest niewymienionym współtwórcą tekstu utworu.

## Personel
Całe programowanie i produkcja jest przyznana producentom każdego utworu, z kilkoma wyjątkami.

### Instrumenty
- Austin Post – gitara (utwory 7 i 12)
- Andrew Watt – gitara, bass (utwory 7 i 12) i keyboard (utwór 7)
- Louis Bell – programowanie bębnów i keyboard (utwór 7)
- Twice as Nice – programowanie bębnów (utwór 15)

### Techniczny
- Louis Bell – nagrywanie (utwory 1–11, 13, 15–18), produkcja wokali
- Ethan Stevens – nagrywanie (utwór 6)
- Lorenzo Cardona –nagrywanie (utwór 6)
- Jonathan Whitfield – nagrywanie (utwór 14)
- Roark Bailey – nagrywanie (utwór 16)
- Manny Marroquin – miksowanie (utwory 1–3, 4–11, 13, 14 16, 18)
- David Nakaji – miksowanie (utwory 3, 15)
- Spike Stent – miksowanie (utwór 12)
- Joe Fitz – miksowanie (utwór 17)
- Chris Galland – pomoc przy miksowaniu (utwory 1, 2, 4–11, 13, 14, 16, 18)
- Robin Florent – pomoc przy miksowaniu (utwory 1, 2, 4–11, 13, 14, 16, 18)
- Scott Desmarais – pomoc przy miksowaniu (utwory 1, 2, 4–11, 13, 14, 16, 18)
- Mike Bozzi – mastering

## Pozycje na listach

### Notowania tygodniowe
| Lista przebojów (2018)                     | Najwyższa pozycja |
| ------------------------------------------ | ----------------- |
| Australia (ARIA)                           | 1                 |
| Austria (Ö3 Austria)                       | 2                 |
| Belgia (Ultratop Flandria)                 | 1                 |
| Belgia (Ultratop Walonia)                  | 9                 |
| Czechy (IFPI)                              | 2                 |
| Dania (Hitlisten)                          | 1                 |
| Finlandia (Suomen virallinen lista)        | 1                 |
| Holandia (Album Top 100)                   | 1                 |
| Irlandia (IRMA)                            | 1                 |
| Kanada (Billboard)                         | 1                 |
| Niemcy (Offiziele Top 100)                 | 4                 |
| Norwegia (VG-lista)                        | 1                 |
| Nowa Zelandia (RMNZ)                       | 1                 |
| Portugalia (AFP)                           | 33                |
| Stany Zjednoczone (Billboard 200)          | 1                 |
| Stany Zjednoczone (Top R&B/Hip-Hop Albums) | 1                 |
| Szkocja (OCC)                              | 6                 |
| Szwajcaria (Schweizer Hitparade)           | 3                 |
| Wielka Brytania (OCC)                      | 1                 |
| Włochy (FIMI)                              | 6                 |